# Holger Fleisch

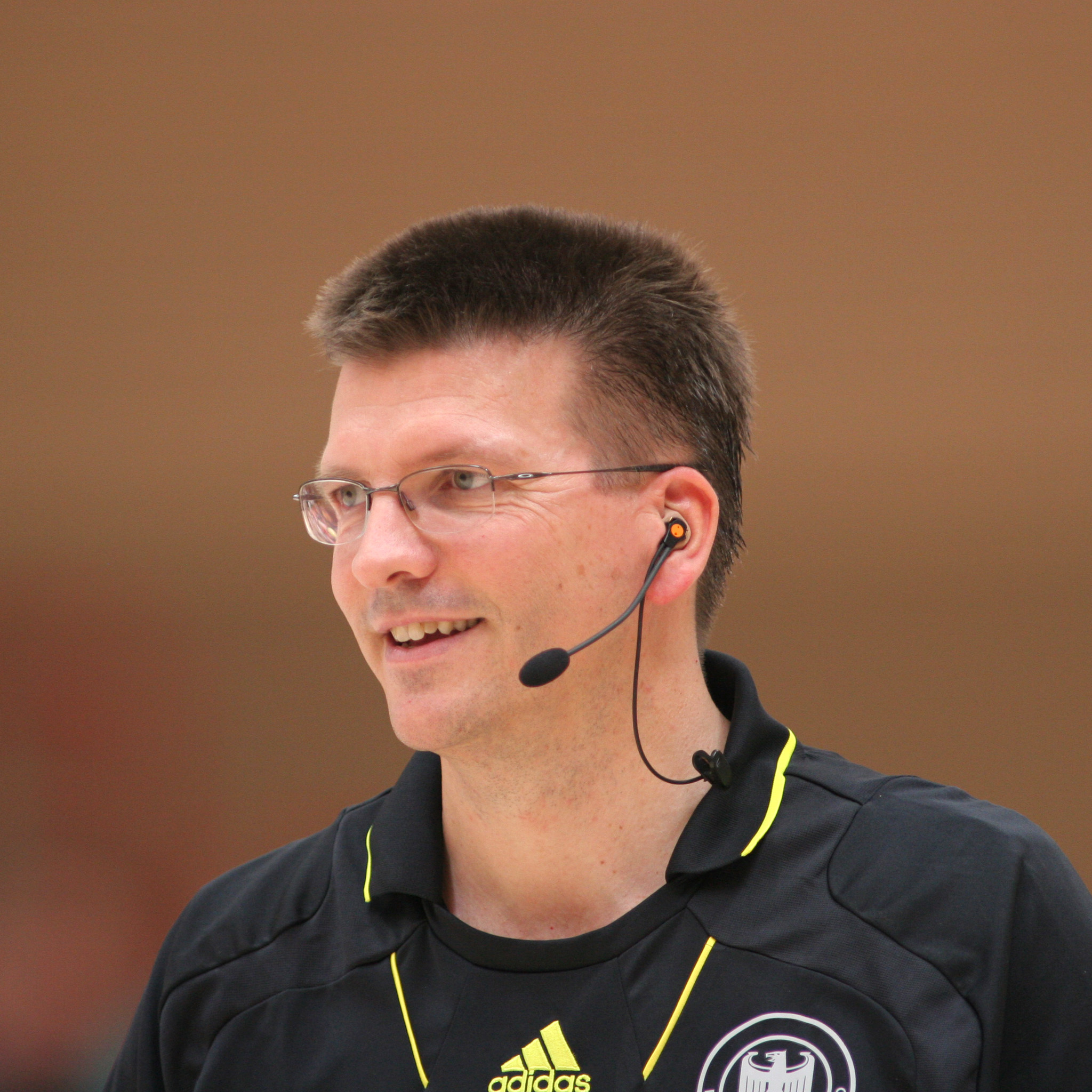
Holger Fleisch (2011)

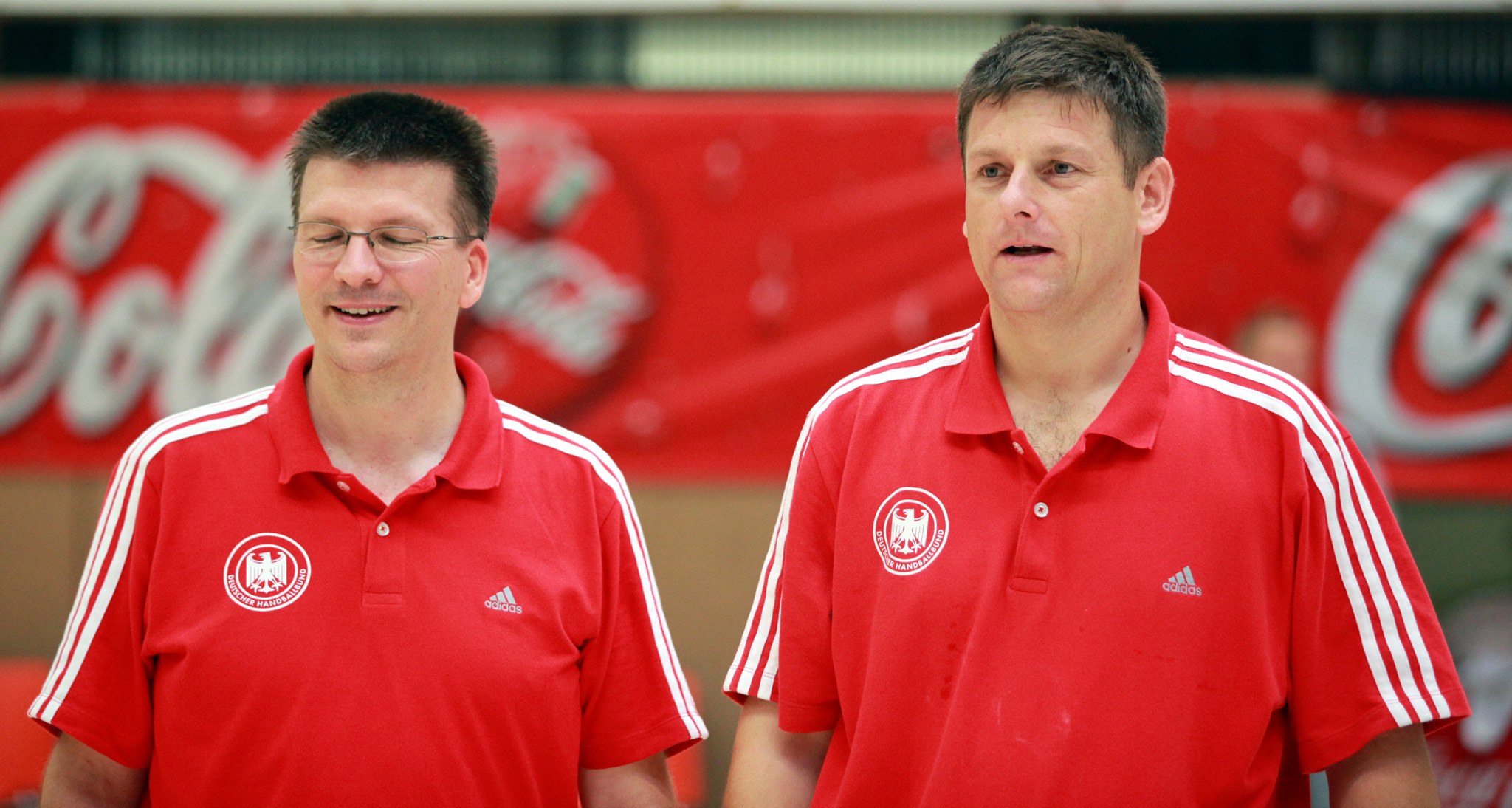
Holger Fleisch (links) mit seinem Gespannpartner Jürgen Rieber

Holger Fleisch (* 22. April 1966 in Esslingen am Neckar) ist ein deutscher Handballschiedsrichter. Zusammen mit Jürgen Rieber bildet er das A-Kader-Gespann Fleisch/Rieber. 
Holger Fleisch begann als Schiedsrichter 1983. Drei Jahre später pfiff er erstmals zusammen mit seinem jetzigen Gespannpartner Jürgen Rieber. 1996 stiegen beide in den Elitekader des Deutschen Handballbundes (DHB) auf. Seit dem Jahr 2001 werden beide auch international in der Europäischen Handballföderation (EHF) als Schiedsrichter eingesetzt. 2009 wurden sie in den Elitekader der EHF aufgenommen. Dies berechtigt beide zur Spielleitung von Europapokalspielen ab dem Viertelfinale. Auf DHB-Ebene pfiffen beide bisher über 600 und international über 100 Spiele (Stand Mai 2011). Am 11. April 2010 leiteten Fleisch und Rieber das Finale um den DHB-Pokal 2009/10, insgesamt waren sie fünfmal beim Final Four. Sie pfiffen bisher zweimal das Frauenendspiel um die Deutsche Meisterschaft und dreimal das DHB-Pokal-Finale der Frauen.
2006 lehnten Fleisch und Rieber Bestechungsversuche von russischen Offiziellen vor einem Champions-League-Spiel der Frauen ab und meldeten den Vorgang umgehend dem Schiedsrichterwart des DHB per SMS. Zudem meldeten sie den Bestechungsversuch schriftlich der EHF, die den Fall nicht veröffentlichte, aber Fleisch und Rieber eine mehrmonatige Schutzsperre auferlegten. Als 2009 Bestechungsversuche im internationalen Handball bekannt wurden (siehe beispielsweise Frank Lemme/Bernd Ullrich und Uwe Schwenker/Zvonimir Serdarušić) und die EHF mitteilen ließ, dass ihr bisher „kein einziger Bestechungsvorwurf bekannt und auch kein einziger Vorwurf gemeldet worden sei“, gingen Fleisch und Rieber mit ihrem Fall an die Öffentlichkeit. Erst danach nahm sich die EHF des drei Jahre zurückliegenden Bestechungsversuchs an.
2011 erhielten Holger Fleisch und Jürgen Rieber den Bernhard-Kempa-Preis des Handball-Verbandes Württemberg (HVW).
Der gelernte Modellbaumeister wohnt in Nellingen auf den Fildern, ist verheiratet und hat zwei Kinder.